# Halvard Hanevold
Halvard Hanevold (Asker, 3 dicembre 1969 – Oslo, 3 settembre 2019) è stato un biatleta norvegese.

## Biografia
Ha iniziato a praticare biathlon a livello agonistico nel 1985 ed è entrato a far parte della nazionale norvegese nel 1992. Ha cominciato a gareggiare per l'Asker Skiklubb e, dopo alcuni problemi iniziali, ha beneficiato di un radicale rinnovamento della squadra norvegese nell'inverno 1994. Ai XVII Giochi olimpici invernali di Lillehammer 1994 partecipa in una squadra costruita sui giovani, tra cui Ole Einar Bjørndalen. Hanevold nel 1995 ha celebrato il suo primo titolo mondiale nella gara a squadre, insieme a Frode Andresen, Dag Bjørndalen e Jon Åge Tyldum.
In Coppa del Mondo ha esordito nel 1992 nell'individuale di Pokljuka, chiudendo al 93º posto, ha conquistato il primo podio nel 1996 nell'individuale di Anterselva (3°) e la prima vittoria il 14 dicembre 1997 nella staffetta di Östersund.
Il 15 gennaio 1998 ha celebrato ad Anterselva la sua prima vittoria individuale in Coppa del Mondo (in individuale), mentre due mesi più tardi a sorpresa ha vinto l'oro olimpico a Nagano 1998, sempre nell'individuale sui 20 km, battendo di 7,5 secondi l'italiano Pieralberto Carrara; una settimana dopo ha vinto anche la medaglia d'argento nella staffetta vinta dalla Germania. Ai XIX Giochi olimpici invernali di Salt Lake City 2002, Hanevold e i suoi compagni vincono la medaglia d'oro nella staffetta mentre sfiora il podio nell'individuale, gara che riuscì però a vincere l'anno successivo ai Mondiali a Chanty-Mansijsk.
Ha vinto ai Mondiali del 2004 a Oberhof l'argento nella staffetta. Ai Mondiali del 2005 a Hochfilzen in Austria, con Ole Einar Bjørndalen, Stian Eckhoff e Egil Gjelland ha vinto il suo quarto oro ai Mondiali. In occasione dei XX Giochi olimpici invernali di Torino 2006, nelle gare dominate dai tedeschi Michael Greis e Sven Fischer, ha vinto il bronzo nell'individuale e l'argento nella sprint. Dopo l'argento ai Mondiali di Anterselva nella staffetta, l'anno successivo a Östersund (Svezia), ha eguagliato il risultato ottenuto in terra italiana, aggiungendo un altro argento nella sprint inserendosi alle spalle del russo Maksim Čudov e davanti al suo compagno di squadra Ole Einar Bjørndalen. Nell'edizione dei Mondiali del 2009 in Corea del Sud, a Pyeongchang, i norvegesi sono riusciti a salire sul gradino più alto del podio; sempre in Corea Hanevold ha vinto la sua quinta medaglia mondiale nella gara sprint dietro ai connazionali Ole Einar Bjørndalen e Lars Berger.
Ai XXI Giochi olimpici invernali di Vancouver 2010 ha vinto l'oro staffetta 4 x 7,5 km.

## Palmarès

### Olimpiadi
- 6 medaglie:
  - 3 ori (individuale[2] a Nagano 1998; staffetta[2] a Salt Lake City 2002; staffetta[2] a Vancouver 2010)
  - 2 argenti (staffetta[2] a Nagano 1998; sprint[2] a Torino 2006)
  - 1 bronzo (individuale[2] a Torino 2006)

### Mondiali
- 16 medaglie:
  - 5 ori (gara a squadre[2] ad Anterselva 1995; gara a squadre[2] a Pokljuka/Hochfilzen 1998; individuale[2] a Chanty-Mansijsk 2003; staffetta[2] a Hochfilzen 2005; staffetta[2] a Pyeongchang 2009)
  - 7 argenti (staffetta[2] a Oslo/Lahti 2000; inseguimento[2] a Chanty-Mansijsk 2003; staffetta[2] a Oberhof 2004; staffetta[2] a Pokljuka 2006; staffetta[2] ad Anterselva 2007; sprint[2], staffetta[2] a Östersund 2008)
  - 4 bronzi (staffetta[2] a Kontiolahti 1999; sprint[2], staffetta[2] a Pokljuka 2001; sprint[2] a Pyeongchang 2009)

### Coppa del Mondo
- Miglior piazzamento in classifica generale: 4º nel 2004
- Vincitore della Coppa del Mondo di individuale nel 1998 e nel 2003
- 74 podi (31 individuali, 43 a squadre[3]), oltre a quelli conquistati in sede olimpica e iridata e validi anche ai fini della Coppa del Mondo:
  - 26 vittorie (7 individuali, 19 a squadre)
  - 24 secondi posti (11 individuali, 13 a squadre)
  - 24 terzi posti (13 individuali, 11 a squadre)

#### Coppa del Mondo - vittorie
| Data             | Località            | Nazione          | Specialità                                                           |
| ---------------- | ------------------- | ---------------- | -------------------------------------------------------------------- |
| 14 dicembre 1997 | Östersund           | Svezia           | RL (con Egil Gjelland, Sylfest Glimsdal e Ole Einar Bjørndalen)      |
| 15 gennaio 1998  | Anterselva          | Italia           | IN                                                                   |
| 12 marzo 1999    | Oslo Holmenkollen   | Norvegia         | SP                                                                   |
| 11 dicembre 1999 | Pokljuka            | Slovenia         | RL (con Egil Gjelland, Frode Andresen e Ole Einar Bjørndalen)        |
| 9 gennaio 2000   | Oberhof             | Germania         | RL (con Egil Gjelland, Dag Bjørndalen e Ole Einar Bjørndalen)        |
| 16 gennaio 2000  | Ruhpolding          | Germania         | PU                                                                   |
| 9 marzo 2000     | Lahti               | Finlandia        | IN                                                                   |
| 9 dicembre 2000  | Pokljuka/Anterselva | Slovenia/ Italia | RL (con Frode Andresen, Egil Gjelland e Ole Einar Bjørndalen)        |
| 26 gennaio 2002  | Anterselva          | Italia           | RL (con Egil Gjelland, Frode Andresen e Ole Einar Bjørndalen)        |
| 7 dicembre 2002  | Östersund           | Svezia           | RL (con Egil Gjelland, Frode Andresen e Ole Einar Bjørndalen)        |
| 13 dicembre 2003 | Hochfilzen          | Austria          | RL (con Stian Eckhoff, Lars Berger e Ole Einar Bjørndalen)           |
| 11 gennaio 2004  | Pokljuka            | Slovenia         | MS                                                                   |
| 17 gennaio 2004  | Ruhpolding          | Germania         | SP                                                                   |
| 5 dicembre 2004  | Beitostølen         | Norvegia         | RL (con Stian Eckhoff, Egil Gjelland e Ole Einar Bjørndalen)         |
| 13 gennaio 2005  | Ruhpolding          | Germania         | RL (con Egil Gjelland, Stian Eckhoff e Ole Einar Bjørndalen)         |
| 13 febbraio 2005 | San Sicario         | Italia           | RL (con Frode Andresen, Egil Gjelland e Stian Eckhoff)               |
| 29 novembre 2005 | Östersund           | Svezia           | RL (con Stian Eckhoff, Egil Gjelland e Ole Einar Bjørndalen)         |
| 8 gennaio 2006   | Oberhof             | Germania         | MS                                                                   |
| 17 dicembre 2006 | Hochfilzen          | Austria          | RL (con Emil Hegle Svendsen, Frode Andresen e Lars Berger)           |
| 11 gennaio 2007  | Ruhpolding          | Germania         | RL (con Emil Hegle Svendsen, Frode Andresen e Ole Einar Bjørndalen)  |
| 9 dicembre 2007  | Hochfilzen          | Austria          | RL (con Emil Hegle Svendsen, Alexander Os e Ole Einar Bjørndalen)    |
| 4 gennaio 2008   | Oberhof             | Germania         | RL (con Emil Hegle Svendsen, Alexander Os e Ole Einar Bjørndalen)    |
| 10 gennaio 2008  | Ruhpolding          | Germania         | RL (con Emil Hegle Svendsen, Rune Brattsveen e Ole Einar Bjørndalen) |
| 15 gennaio 2009  | Ruhpolding          | Germania         | RL (con Emil Hegle Svendsen, Alexander Os e Ole Einar Bjørndalen)    |
| 7 gennaio 2010   | Oberhof             | Germania         | RL (con Tarjei Bø, Emil Hegle Svendsen e Ole Einar Bjørndalen)       |
| 12 marzo 2010    | Kontiolahti         | Finlandia        | MX (con Ann Kristin Flatland, Tora Berger e Tarjei Bø)               |

Legenda:

IN = individuale

SP = sprint

PU = inseguimento

MS = partenza in linea

RL = staffetta

MX = staffetta mista